# Anhalts voetbalkampioenschap 1929/30
In 1929/30 werd het zestiende Anhalts voetbalkampioenschap gespeeld, dat georganiseerd werd door de Midden-Duitse voetbalbond. 
SV Wacker Bernburg werd kampioen en plaatste zich voor de Midden-Duitse eindronde. De club versloeg FC Viktoria 1909 Stendal en verloor dan van SV Sturm 04 Chemnitz. 

## Gauliga
| Plaats | Club                    | Wed. | W  | G | V  | Saldo | Ptn.  |
| ------ | ----------------------- | ---- | -- | - | -- | ----- | ----- |
| 1.     | SV Wacker Bernburg      | 18   | 11 | 3 | 4  | 40:27 | 25:11 |
| 2.     | SV Viktoria 1903 Zerbst | 18   | 10 | 4 | 4  | 48:33 | 24:12 |
| 3.     | SpVgg 1898 Dessau       | 18   | 10 | 2 | 6  | 55:31 | 22:14 |
| 4.     | SV 1907 Bernburg        | 18   | 10 | 2 | 6  | 37:29 | 22:14 |
| 5.     | SV Köthen 02            | 18   | 8  | 2 | 8  | 49:42 | 18:18 |
| 6.     | SC Köthen 09            | 18   | 6  | 4 | 8  | 32:43 | 16:20 |
| 7.     | Dessauer SV 05          | 18   | 7  | 1 | 10 | 36:49 | 15:21 |
| 8.     | Köthener FC Germania 03 | 18   | 6  | 2 | 10 | 37:47 | 14:22 |
| 9.     | 1. SC 1900 Zerbst       | 18   | 7  | 0 | 11 | 35:49 | 14:22 |
| 10.    | SV Viktoria 1904 Güsten | 18   | 4  | 2 | 12 | 33:52 | 10:26 |

|  | Kampioen, geplaatst voor Midden-Duitse eindronde |
|  | Degradatie                                       |